# Ashkenazisk hebreiska
Ashkenazisk hebreiska är uttalssystemet för bibelhebreiska och mishnahebreiska som främst används inom liturgin för ashkenazisk judendom. Uttalet används i dag som ett liturgiskt språk inom vissa delar av det ultraortodoxa samhället, parallellt med modern hebreiska i Israel, även om dess användning bland icke-israeliska ashkenaziska judar har minskat kraftigt. 
Många ortodoxa och ultraortodoxa sångare sjunger på ashkenazisk hebreiska, däribland Motty Steinmetz.  

## Historia
Det finns olika teorier om ursprunget till de olika traditionerna för läsning av hebreiska. Den grundläggande uppdelningen är mellan de som tror att skillnaderna uppstod i det medeltida Europa och de som tror att uttalsskillnaderna återspeglar äldre skillnader mellan uttalet av hebreiska och arameiska. En teori är att det ashkenaziska uttalet uppstod i det senmedeltida Europa och att uttalet som rådde i Frankrike och Tyskland under tidig medeltid liknade det sefardiska uttalet. 